# Tachyrhynchus reticulatus
Tachyrhynchus reticulatus is een slakkensoort uit de familie van de Turritellidae. De wetenschappelijke naam van de soort is voor het eerst geldig gepubliceerd in 1842 door Mighels & Adams.